# Siluro a Lenta Corsa
Der SLC, Akronym für siluro a lenta corsa (italienisch für langsam laufender Torpedo), später aufgrund seiner Schwerfälligkeit in Maiale (dt. Schwein) umbenannt, war ein bemannter Torpedo der italienischen Marine. Er orientierte sich an dem Torpedovorgänger Mignatta (dt. Blutegel), der 1918 vom Korvettenkapitän und Marineingenieur Raffaele Rossetti konzipiert wurde. Der SLC (korrekte Bezeichnung SLC-200) sollte jedoch, im Gegensatz zu seinem Vorgängermodell, tauchfähig sein.

## Entwicklungsgeschichte

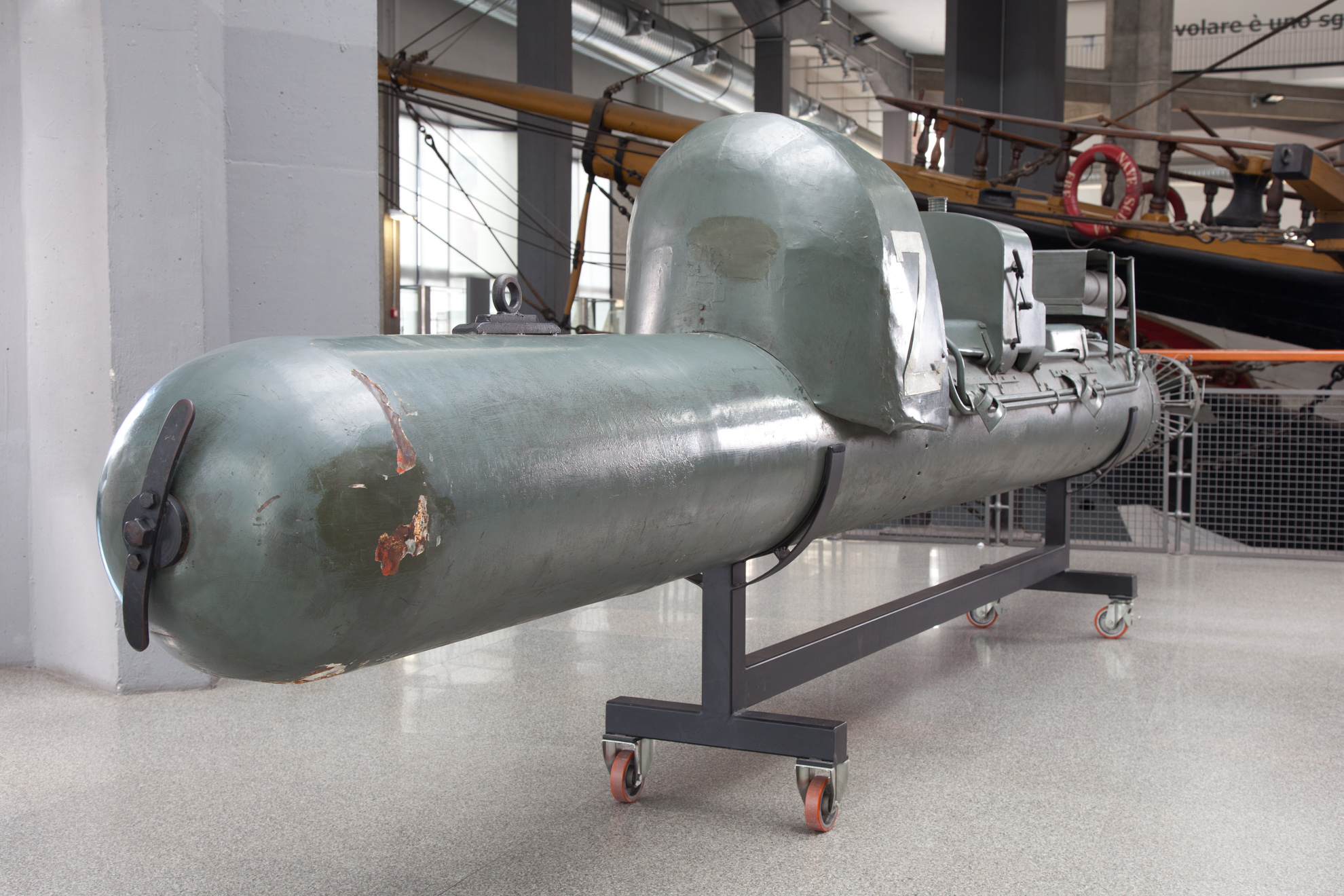
Ein SLC im Museo nazionale della scienza e della tecnologia Leonardo da Vinci in Mailand.

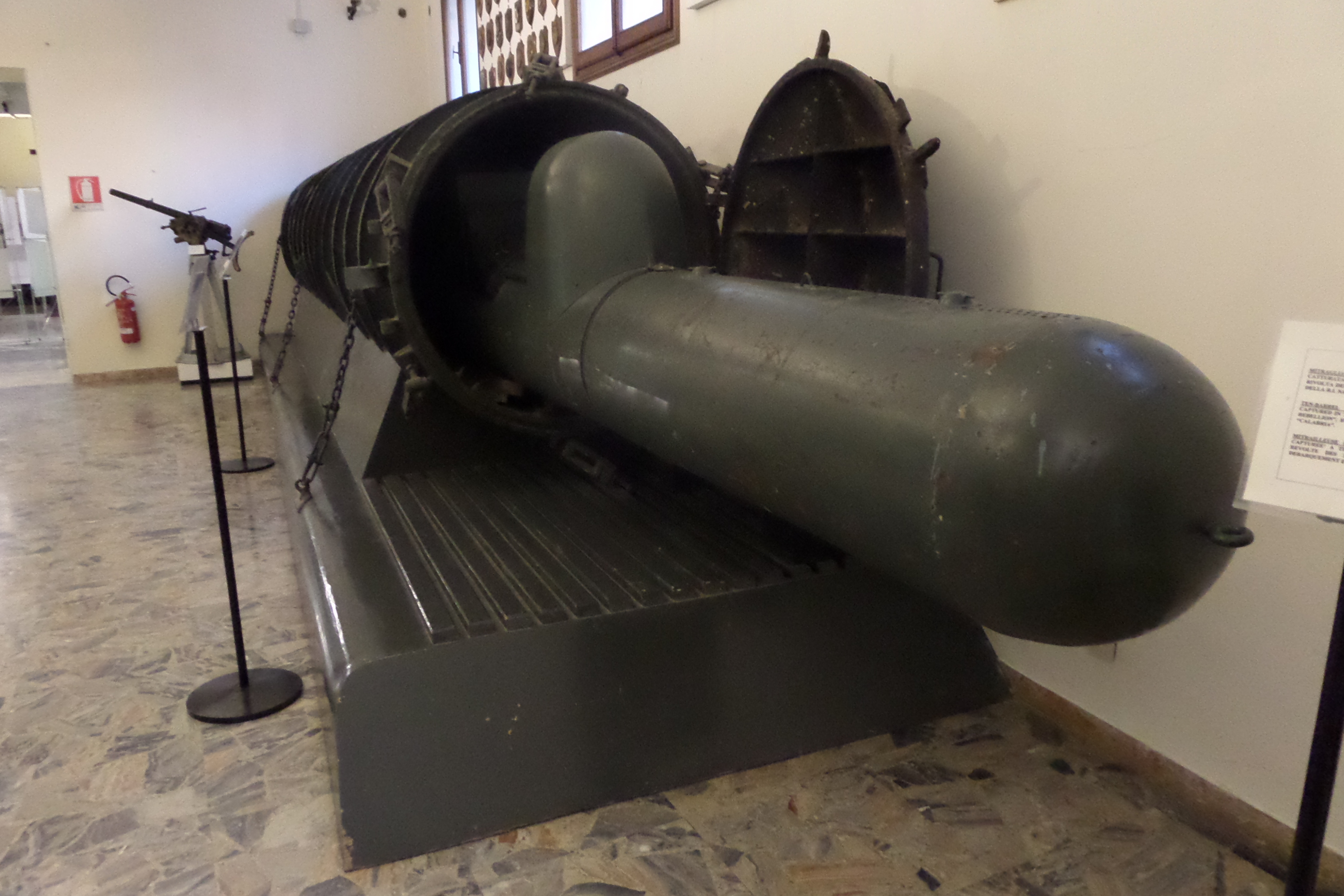
Ein SLC im Museo storico navale in Venedig.

Der Einsatz von bemannten Torpedos hatte in der italienischen Marine schon im Ersten Weltkrieg begonnen. Nach den Bestimmungen der Flottenkonferenz von 1922 wurden Italien und anderen Staaten Beschränkungen von Über- und Unterwasserstreitkräften auferlegt, so dass in der Folge sämtliche Entwicklungsarbeiten und Neukonzipierungen eingestellt wurden. Im Vorfeld des Italienisch-Äthiopischen Krieges erfuhr der bemannte Torpedo eine Renaissance. Unter den beiden Oberleutnanten Teseo Tesei und Elias Toschi wurde 1935 der SLC konzipiert.
Nach Prüfung und Genehmigung der Pläne durch die Marineführung wurden zwei Prototypen des SLC in Auftrag gegeben. Unter allerstrengster Geheimhaltung wurde das Unterwasserwaffenwerk San Bartolomeo in La Spezia mit dem Bau beauftragt, und die beiden Prototypen wurden noch im Jahr 1935 ausgeliefert. Die darauf folgenden ausgiebigen Test, die sowohl im Trockendock in La Spezia wie auch auf See stattfanden, verliefen zufriedenstellend und erforderten nur geringfügige Modifikationen bei künftigen Geräten. Zeitgleich mit dem Anlaufen der Serienproduktion des SLC wurde ein Ausbildungszentrum eingerichtet, das sich primär mit der Ausbildung der künftigen „Torpedoreiter“ befassen sollte. Diese fanden schon bald eine neue Bezeichnung für die SLCs, die sie künftig Maiale nannten.
Mit Beendigung des Abessinienkrieges und einer folgenden militärischen Entspannung im Mittelmeerraum wurde der Bau der SLC und deren Mannschaftsausbildung 1936 eingestellt, jedoch bereits 1938 wieder reaktiviert. Eine organisatorische Änderung der „SLC-Kampfgruppe“ erfolgte am 10. Juli 1939, als alle italienischen Kleinkampfverbände in der „Decima Mas“, der 10. Schnellboot-Flottille, zusammengefasst wurden.

## Bemannung
Die Besatzung eines SLC bestand aus zwei Personen, die hintereinander auf dem Torpedo in entsprechenden Sitzen und Fußrasten platziert waren. Der vordere Torpedoreiter, meist ein Offizier, fungierte als Kommandant und Steuermann; der hintere war der "Operateur". Beide trugen einen leichten Taucheranzug, der Kopf und Hände frei ließ. Ihre Atmung wurde von einem Sauerstoff-Tauchgerät gewährleistet, das mittels komprimierten Sauerstoffs in einer Flasche über ein Druckminderventil einem Atembeutel zugeführt wurde, den die Torpedoreiter um den Mund trugen. Die Ausatmung erfolgte ebenfalls in den Atembeutel, der dann zusammen mit dem frischen Sauerstoff eine Calcium-Soda-Patrone durchlief, um dem Luftgemisch das Kohlendioxid zu entziehen. Das Atemgerät konnte bis zu einer Wassertiefe von 15 Metern benutzt werden, sein Atemgasvorrat war nach sechs Betriebsstunden verbraucht. Allerdings häuften sich die Unfälle durch Kohlendioxidvergiftung und diverse Atemprobleme durch zu hohen Wasserdruck, insbesondere weil die Höchsttiefe von 15 Metern bei Einsätzen oft überschritten wurde und der Atembeutel durch den höheren Wasserdruck eingedrückt wurde, was zum Ersticken der Person führen konnte. Die Marineleitung führte daraufhin ein Pressluft-Tauchergerät ein, das bis 40 Meter Wassertiefe nutzbar war und komprimierte Druckluft zwischen 150 und 200 atü aus einer Flasche wasserdruckunabhängig gewährleistete. Das ausgeatmete Kohlenstoffdioxid entwich durch Filter in das umgebende Wasser.

## Aufbau
Der SLC-200 war der Standardtorpedo der italienischen Marine und etwa 5,33 Meter lang. Im 1,8 Meter langen Kopfteil waren die 250 kg schwere Sprengladung und ein Trimmtank untergebracht. Die Schaltung funktionierte mittels einer 4-Gang-Widerstandsschaltung. Etwa mittig waren Akkubatterie und Motorraum untergebracht. Das Heck war mit einem Heckausgleichstank versehen und endete im Schraubenwellentunnel, Schraubenschutz sowie Seiten und Tiefenruder. Das Fluten geschah mittels Hebelzug und das Entleeren durch Pressluft. Nach etwa 6 bis 7 Sekunden war der SLC getaucht. Auf der Oberseite des Torpedos waren die Sitzplätze der beiden Torpedoreiter angebracht. Der vordere war dabei mit einer Schutzscheibe versehen, die als Wellenbrecher diente. In diesem Cockpit waren alle wichtigen Instrumente wie Magnetkompass, Voltmeter, Amperemeter, Tiefenmesser und Manometer untergebracht, die mit Leuchtziffern versehen waren. Die Steuerung erfolgte mittels Steuerrädern. Die Rückenlehne des hinteren Sitzes war hohl und mit Pressluftnetzheber und Netzschere ausgerüstet, um evtl. Sperren überwinden zu können. Ferner waren dort auch ein Holzbrett sowie ein gewickeltes Tau untergebracht, um Sprengladungen anbringen zu können.

## Einsatzzweck

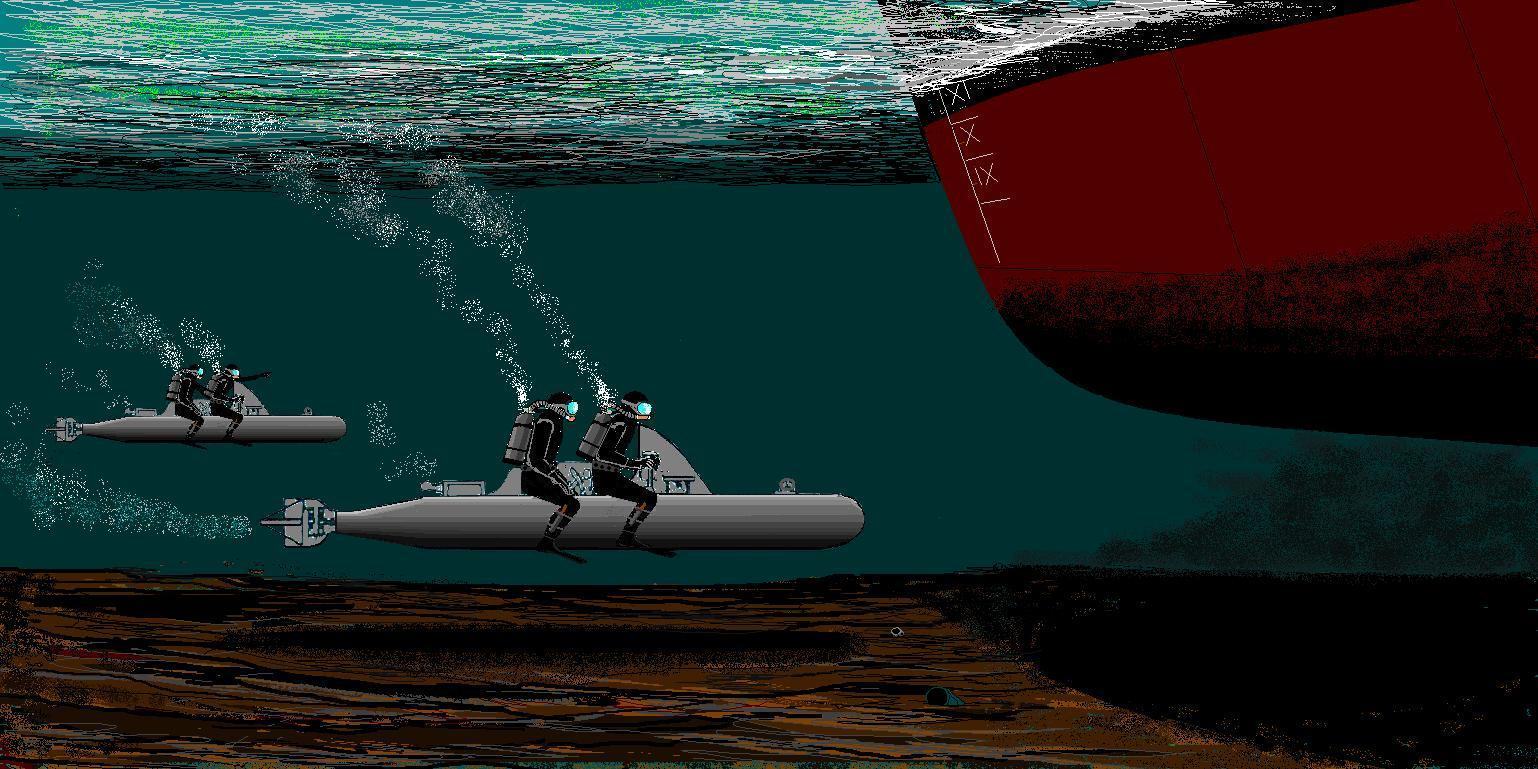
Grafische Darstellung der Unterwasserannäherung an ein Feindschiff

Aufgrund der geringen Reichweite des SLC, die nur bei 10 sm lag, sowie der geringen Geschwindigkeit von nur 2,5 kn mussten Einsätze nachts erfolgen. Zudem musste der Torpedo erst von Schleppschiffen in die Nähe des Zieles, das meist ein Hafen war, gebracht werden. Dies erfolgte meist auf dem Deck des eingesetzten Trägerschiffs. Die Marineleitung konzipierte sogar dafür eigens Druckbehälter, in denen die SLC an Deck von konventionellen U-Booten in das Zielgebiet gebracht werden konnten. Dies war notwendig, da gegnerische Flugzeugbesatzungen getauchte Boote bis zu 50 Meter Wassertiefe im Mittelmeer erkennen konnten. Dafür wurden die U-Boote Scire (3 SLC), U-Murena und U-Grongo (je 4 SLC) und U-Iride eingesetzt. Planungen für einen Abwurf aus der Luft mussten mangels Bereitschaft der italienischen Luftwaffe aufgegeben werden.
Die oft weiten Anmarschwege wurden, sofern möglich, über Wasser und ohne Atemgerät zurückgelegt. War der SLC im Zielgebiet angelangt, wurde er zur Hälfte geflutet und losgemacht. Dies nannte man Brillentiefe. Der SLC lief danach mit minimaler Geschwindigkeit auf sein Ziel zu, um kein verräterisches Kielwasser zu erzeugen. Etwa 30 bis 50 Meter vor dem Ziel tauchte er endgültig ab. Unter dem Schiffsziel angekommen, wurde der SLC behutsam zum Auftauchen gebracht, bis er beinahe den Schiffsboden berührte. Der Operateur entnahm die Sprengladung vom Bug des SLC und befestigte diese mittels Magneten am Feindschiff. An diesem Magneten hing ein etwa 1,5 Meter langer Strick, an dem die eigentliche Sprengladung befestigt war. Der Zeitzünder konnte bis auf eine Dauer von 150 Minuten eingestellt werden. Nachdem dies geschehen war, konnte sich die Besatzung nebst Torpedo absetzen oder den SLC auf Selbstzerstörung einstellen und sich in Gefangenschaft begeben.

## Einsätze (Auswahl)
- 22. August 1940: Iride bei der Vorbereitung eines SLC-Angriffs durch englischen Flugzeugangriff in der Bomba-Bucht (bei Tobruk) versenkt.
- 29. September 1940: Gondar mit SLC etwa 100 sm vor Alexandria durch englische U-Jagdeinheiten versenkt.
- 29. September 1940: U-Scire mit drei SLC, deren Mission infolge des Auslaufens der englischen Gibraltar-Flotte abgebrochen wurde.
- 30. Oktober 1940: Scire bootete drei SLC vor Gibraltar aus. Alle drei mussten infolge technischen Defekts jedoch aufgegeben werden. Obwohl bei allen die Selbstzerstörung aktiviert worden war, geriet ein SLC, vermutlich durch technischen Defekt an der Zündanlage, in spanische Hand. Durch entsprechende spanische Pressemitteilungen und den Einsatz von Agenten erhielt die englische Marineführung Kenntnis von der Existenz und den Spezifikationen dieser Geräte.
- 26. Mai 1941: Scire bootete drei SLC erneut vor Gibraltar aus. Infolge weiterer technischer Probleme sowie keiner lohnenden Ziele wurden alle drei SLC von ihren Besatzungen gesprengt.
- 26. Juli 1941: Operazione Malta Due: Ein kombinierter Schlag mit Schnellbooten und Sprengbooten sowie zwei SLC führte zur Sprengung der Brücke von St Elmo (Malta). Das eigentliche Angriffsziel, der Hafen, wird jedoch nicht erreicht. Bei diesem Angriff stirbt SLC-Mitentwickler Tesei.[2]
- 21. September 1941: Scire bootete drei SLC vor Gibraltar aus. Hier konnten der Tanker Fiona Shell (2444 BRT) versenkt, der Tanker Denbydale (8145 BRT) und das Motorschiff Durham (10.893 BRT) beschädigt werden.
- 18. Dezember 1941: Scire bootete drei SLC vor dem Hafen von Alexandria aus. Diese konnten die britischen Schlachtschiffe Queen Elizabeth und Valiant auf Grund setzen. Ferner wurden der norwegische Tanker Sagona (7554 BRT) und der Zerstörer Jervis schwer beschädigt. Dieser Einsatz markierte den Höhepunkt der SLC-Einsätze.
- 12. Dezember 1942: Ambra bootete drei SLC und 10 Kampfschwimmer aus. Diese beschädigten im Hafen von Algier die Frachter Ocean Vanguisher (7174 BRT), Berto (1493 BRT), Empire Centaur (7041 BRT) und Harmattan (4558 BRT) schwer.
- 7. Mai 1943: Versenkung des Frachters Camerata (4875 BRT) sowie Beschädigung der Frachter Pat Harrison (7000 BRT) und Mahsud (7500 BRT) durch drei SLC.
- 4. August 1943: Versenkung des Tankers Thorshövdi (9944 BRT) sowie Beschädigung der Frachter Harrison Gray Otis und Standridge (zusammen 13151 BRT) durch drei SLC.

Einige Exemplare des SLC wurden nach dem Waffenstillstand von Cassibile von der faschistischen R.S.I. übernommen und gerieten dort unter deutsche Kontrolle. Sie wurden im Rahmen der Kleinkampfverbände der Kriegsmarine eingesetzt. Berichte über entsprechende Operationen liegen jedoch nicht vor.
Bereits 1942 hatte die Royal Navy einige gesunkene SLC vor Gibraltar geborgen. Diese dienten, neben einem völlig intakten angeschwemmten Torpedo, als Vorlage des britischen Chariot.